# Tigounatine
 (janvier 2021).
Tigounatine (appelé aussi Tiguenatine, Tigunatin en tamazight, تڨناتين en arabe) est le deuxième plus grand village de la commune d'Akerrou, situé à 60 km au nord-est de la wilaya de Tizi Ouzou, en Algérie.

## Histoire
La participation du village de Tigounatine fut très importante lors de la guerre d'Algérie dans la région nord de la Kabylie. 63 chihid sont tombés au champ d'honneur.

## Idherman: les grandes familles
Le village de Tigounatine est constitué de plusieurs grandes familles appelées Adhroum, au pluriel Idherman. Chaque famille est représentée par une personne au conseil du village.